# كريس بومستيد
'كريس بومستيد' ادم بومستيد، (بالانجليزية: Christopher Adam Bumstead)  (ولد في 2 فبراير 1995)، هو لاعب كمال أجسام من كندا، و الملقب ب "Cbum".  

## بداية كريس
صعد كريس بومستيد على خشبة المسرح  كلاعب كمال أجسام في عرضه الأول، في عام 2014. لقد أصبح مدمن مخدرات بعد أول مسابقة له في كمال الأجسام.

## انجازات كريس
فاز كريس، بستة ألقاب مستر أولمبيا كلاسيك فيزيك، خلال مسيرته المهنية. فاز بها في أعوام 2019 و2020 و2021 و2022 و2023 و2024.كما أنهى المركز الثاني مرتين في نفس المسابقة.وقد حاز كريس علي المركز الثاني في بطولة براغ برو 2024 في فئه الوزن المفتوح كما ان عدد متابعين كريس على اليوتيوب يصل الى قرابة ال 3.7 مليون مشترك و على الانستغرام ما يقارب ال 23.6 مليون متابع .